# Ульветанна
Ульветанна (норв. Ulvetanna, в переводе с норв. — «волчий клык») — остроконечная вершина в восточной части горного хребта Fenriskjeften в Земле Королевы Мод, на северном побережье Антарктиды .
Открыта и нанесена на карту во время исследования этого района Антарктиды норвежской антарктической экспедицией в 1956-1960 годы
В ноябре 2010 года известный российский альпинист и бейсджампер Валерий Розов совершил с вершины прыжок в вингсьюте. 